# Château du Mariau
 (juin 2017).
Si vous disposez d'ouvrages ou d'articles de référence ou si vous connaissez des sites web de qualité traitant du thème abordé ici, merci de compléter l'article en donnant les références utiles à sa vérifiabilité et en les liant à la section « Notes et références ».
Le château du Mariau est un château français situé à Meung-sur-Loire dans le département du Loiret en région Centre-Val de Loire.

## Géographie
L'édifice est situé sur le territoire de la commune de Meung-sur-Loire (Loiret), au sud-ouest du bourg, dans la région naturelle de la Beauce, le long du cours de la Mauve de la Détourbe.
Depuis Meung-sur-Loire, le château est accessible via la route départementale 2152.

## Histoire
Le château a connu plusieurs agrandissements au fil des périodes. Au début de son existence, le château n'était qu'une grande maison de maître pour ensuite connaitre différentes étapes et devenir tel qu'on le voit aujourd'hui.
Le château a hébergé une maison de retraite appartenant au groupe Korian. Il a ensuite été revendu et restauré puis fractionné en appartements privés.

## Description
Le domaine est arboré d'arbres centenaires.
Le domaine et son château ne se visitent pas.